# Dieter Klopfer
Dieter Klopfer (* 7. November 1949; † 19. Juni 2008) war ein deutscher Motorenentwickler.
Klopfer erlangte mit einem Dreizylinder-Zweitakter internationale Bekanntheit, mit dem er 1973 auf dem Hockenheimring beim Motorrad-WM-Lauf antrat. Obwohl er nur Platz 35 belegte, wurden die internationalen Hersteller auf seine Motorenentwicklung aufmerksam. Klopfer gründete die Diko Motoren GmbH und versorgte unter anderem Reinhold Roth, Sepp Hage, Graziano Rossi und Freddie Spencer mit Motorteilen. Für die Saison 2008 belieferte er das Grand-Prix-Team von KTM mit Kurbelwellen. Außerdem belieferte er auch die HRC Deutschland mit Kurbelwellen.